# San Saturnino (título cardenalicio)
San Saturnino es un título cardenalicio de la Iglesia Católica. Fue instituido por el papa Juan Pablo II en 2003.

## Titulares
- Rodolfo Quezada Toruño (21 de octubre de 2003 - 4 de junio de 2012)
- John Olorunfemi Onaiyekan (24 de noviembre de 2012)